# Fraises Wilhelmine
Fraises Wilhelmine, of Aardbeien Wilhelmina, is een nagerecht, ontwikkeld door Auguste Escoffier ter gelegenheid van een menu dat hij voor koningin Wilhelmina samenstelde.
Het recept volgens Escoffier:
Mooie grote aardbeien macereren met poedersuiker, sinaasappelsap en kirsch. Dresseren in een timbaal en afzonderlijk crème Chantilly met vanille serveren.